# Die Nixer
Die Nixer waren eine deutsche Castingband, die es im Jahr 2003 mit ihrer ersten und einzigen Single, auf welcher außer minutenlanger Stille nichts zu hören war, bis auf Platz 73 der deutschen Singlecharts schafften. Bei dem vom Radiosender Project 89.0 digital beworbenen durchgeführten satirischen Projekt handelte es sich um eine Parodie auf Castingshows wie Deutschland sucht den Superstar.

## Geschichte
Nach einem mehrwöchigen Casting wurden aus mehr als 3000 Bewerbern fünf junge Menschen aus dem Sendegebiet von Project 89.0 nach dem strengen Kriterium ausgewählt, dass sie nichts können dürfen und auch so aussehen sollten. Auf ihrer Debütsingle Nix ist außer einem anfänglichen Einzählen („One-two-three-four“) lediglich das akustische Hintergrundrauschen des Raumes zu hören. Die Band, die mit penetranten Jingles im Radioprogramm von Project 89.0 beworben wurde, schaffte auf Anhieb den Sprung in die deutschen Singlecharts, da der Sender seine Hörer zum Kauf der Single in der ersten und einzigen Woche motivierte.
Trotz des Erfolges ihres Erstlings entschied sich die Band, anders als die großen Vorbilder aus dem Fernsehen, zu einem radikalen Stilwechsel. Auf ihrer zweiten Single war eine Coverversion von The House of the Rising Sun zu hören.
Nur wenige Monate nach der Band, im August 2003 wurde auch der Radiosender Project 89.0 digital aufgelöst und durch 89.0 RTL („Die besten Hits von heute“) ersetzt.